# تدرج حراري
'التدرج الحراري هي كمية فيزيائية تصف اتجاه ونسبة تغير الحرارة في جميع اتجاهات منطقة ما. التدرج الحراري هو وحدة بعدية ، أي متعلق بالوحدة لذلك تعبر عن التدرج الحراراي بواحدة درجة/وحدة الطول (بنظام الوحدات الدولي كلفن/متر).
التدرج الحراري للغلاف الجوي مفهوم هام لعلماء الطقس وعلماء المناخ

## الوصف الرياضي
بفرض أن درجة الحرارة T خاصية مكثفة
{\displaystyle T=T(x,y,z)}
حيث X,Y,Z الإحداثيات الديكارتية، عند ذلك يعرف التدرج الحراري هو متجه يعرف
{\displaystyle \nabla T={\begin{pmatrix}{\frac {\partial T}{\partial x}},{\frac {\partial T}{\partial y}},{\frac {\partial T}{\partial z}}\end{pmatrix}}}

## وصلات خارجية
- IPCC Third Assessment Report
- Pictorial Representation of Temperature Gradient (Tools).